# Kościół i klasztor oo. franciszkanów w Gródku Jagiellońskim
Kościół Wniebowzięcia Najświętszej Marii Panny oraz klasztor oo. Franciszkanów w Gródku Jagiellońskim, obecnie klasztor studytów w Gródku – kompleks budynków obejmujący kościół i klasztor należący obecnie do  greckokatolickiego zgromadzenia studytów, mieszczący się w Gródku w obwodzie lwowskim.

## Historia
Istnienie klasztoru w tym miejscu zostało odnotowane po raz pierwszy w II poł. XIV w. jako jeden z pięciu klasztorów wikarii ruskiej. W 1389 król Władysław II Jagiełło nadał miastu prawo magdeburskie, zastępując prawo ruskie. Formalnie klasztor został ufundowany przez Jagiełłę w 1429.
W 1592 murowany kościół franciszkanów został konsekrowany przez arcybiskupa Jana Dymitra Solikowskiego. Z kolei z 1717 pochodzi wiadomość świadcząca o tym, że klasztor był wówczas nadal drewniany. Murowany budynek powstał później, ale jeszcze w XVIII w. Po likwidacji klasztoru w 1782 przez władze austriackie klasztornicy przenieśli się do Horyńca na Roztoczu. W budynku kościoła zorganizowano  magazyny wojskowe, a w budynku klasztoru koszary. Podobną funkcję budynki pełniły w okresie międzywojennym (wówczas klasztor pełnił rolę koszarów Wojska Polskiego) i później do lat 80. XX w. (jako koszary armii sowieckiej). Po opuszczeniu przez wojsko budynki popadły w ruinę.
W 1996 opracowano projekt odbudowy mający na celu przystosowanie pozostałości budynków na cerkiew i klasztor studytów. Roboty budowlane miały miejsce w latach 1997–2002. Projekt był inspirowany architekturą staroruską oraz cerkwią w Perejasławiu.

## Opis
Kościół i klasztor mieszą się na terenie dawnego zamku, na skraju skarpy. Kościół jest budowlą jednonawową, ma wydłużone, półkoliście zamknięte prezbiterium oraz kruchtę na rzucie kwadratu. Pod kościołem znajdują się krypty. Forma budynku cechuje się bardzo dużą prostotą. Właściwie jedynym elementem dekoracyjnym są malowidła przedstawiające św. Franciszka i św. Antoniego znajdujące się we wnękach na zewnętrznej ścianie apsydy. Budynek klasztoru składa się z czterech skrzydeł otaczających prostokątny wirydarz. Zarówno kościół, jak i klasztor był w swojej historii wielokrotnie przebudowywany. Zmieniano m.in. układ otworów czy pomieszczeń.
W kościele było pochowane serce króla Władysława Jagiełły, który zmarł w tym mieście.